# Schanzen Einsiedeln
Schanzen Einsiedeln to kompleks skoczni położonych w miejscowości Einsiedeln. 
Budowa nowego kompleksu skoczni w Einsiedeln rozpoczęła się w 2003 roku. Projekt zawierał budowę obiektów K105/HS-117 (im. Andreasa Küttela), K70/HS-77 (im. Simona Ammanna), K45 (Große KPT-Schanze) i K25 (Kleine KPT-Schanze). Przedtem istniała tu tylko mała, treningowa skocznia K20, która została zbudowana w 2001 roku.
Nowe skocznie powstały w zaledwie dwa lata. W lipcu 2005 nastąpiło oficjale otwarcie kompleksu. Skocznie są bardzo nowoczesne, pokryte igelitem, posiadają wyciąg oraz porcelanowy najazd, a także armatki śnieżne. Bardzo charakterystyczny jest także betonowy zeskok.
Pierwszym sprawdzianem dla skoczni były zawody z cyklu Pucharu Kontynentalnego rozegrane w lipcu 2005 roku. Jeden z konkursów wygrał wówczas Marcin Bachleda. Na skoczni dużej od 2005 roku odbywają się zawody Letniego Grand Prix, a w latach 2006–2010 była ona jedną z czterech, na których rozgrywany był Turniej Czterech Narodów.
12 maja 2009 skoczniom zostało oficjalnie nadane imię Andreasa Küttela i Simona Ammanna.
Oficjalny rekord największego obiektu należy do Gregora Schlierenzauera, który uzyskał tu 1 sierpnia 2008 odległość 121 m. Rekord skoczni średniej należy do Klemensa Murańki, który 1 sierpnia 2008 oddał tu skok na odległość 79,5 m.

## Andreas Küttel-Schanze

### Dane skoczni
- Punkt konstrukcyjny: 105 m
- Wielkość skoczni (HS): 117 m
- Oficjalny rekord skoczni: 121 m –  Gregor Schlierenzauer (1.08.2008)
- Najdłuższy skok: 125,5 m –  Domen Prevc (6.09.2015, z upadkiem)
- Długość rozbiegu: 101 m
- Długość progu: 6,7 m
- Nachylenie progu: 10,5°
- Nachylenie zeskoku: 36,9°
- Średnia prędkość na rozbiegu: 91 km/h

### Rekordziści skoczni
| Lp. | Rok                 | Zawodnik              | Odległość | Uwagi                                               |
| --- | ------------------- | --------------------- | --------- | --------------------------------------------------- |
| 1.  | 13 sierpnia 2005    | Thomas Morgenstern    | 116,0 m   | LGP                                                 |
| 2.  | 10 września 2006    | Tobias Bogner         | 119,0 m   | Alpen Cup                                           |
| 3.  | 1 sierpnia 2008     | Anssi Koivuranta      | 120,5 m   | LGP                                                 |
| 4.  | 1 sierpnia 2008     | Gregor Schlierenzauer | 121,0 m   | LGP                                                 |
| 5.  | 9 października 2011 | Simon Ammann          | 122,0 m   | Letnie Mistrzostwa Szwajcarii (rekord nieoficjalny) |
|     | 6 września 2015     | Domen Prevc           | 125,5 m   | Alpen Cup (z upadkiem)                              |

## Simon Ammann-Schanze

### Dane skoczni
- Punkt konstrukcyjny: 70 m
- Wielkość skoczni (HS): 77 m
- Oficjalny rekord skoczni: 79,5 m -  Klemens Murańka (1.08.2008)
- Długość rozbiegu: 94 m
- Nachylenie progu: 10,5°
- Nachylenie zeskoku: 30°
- Średnia prędkość na rozbiegu: 81 km/h